# Khakrez (district)
Pour les articles homonymes, voir Khakrez.

Districts de la province de Kandahâr, Khakrez en vert pâle

Khakrez est un district situé dans le nord de la province de Kandahâr en Afghanistan. Les districts contigus sont Ghorak à l'ouest, Maywand et Panjwai au sud, Arghandab et Shah Wali Kot à l'est ainsi que Naish au nord dans la province d'Orozgân. La population y était de 20 000 habitants en 2006. Le centre administratif du district est le village de Khakrez située dans sa partie occidentale.

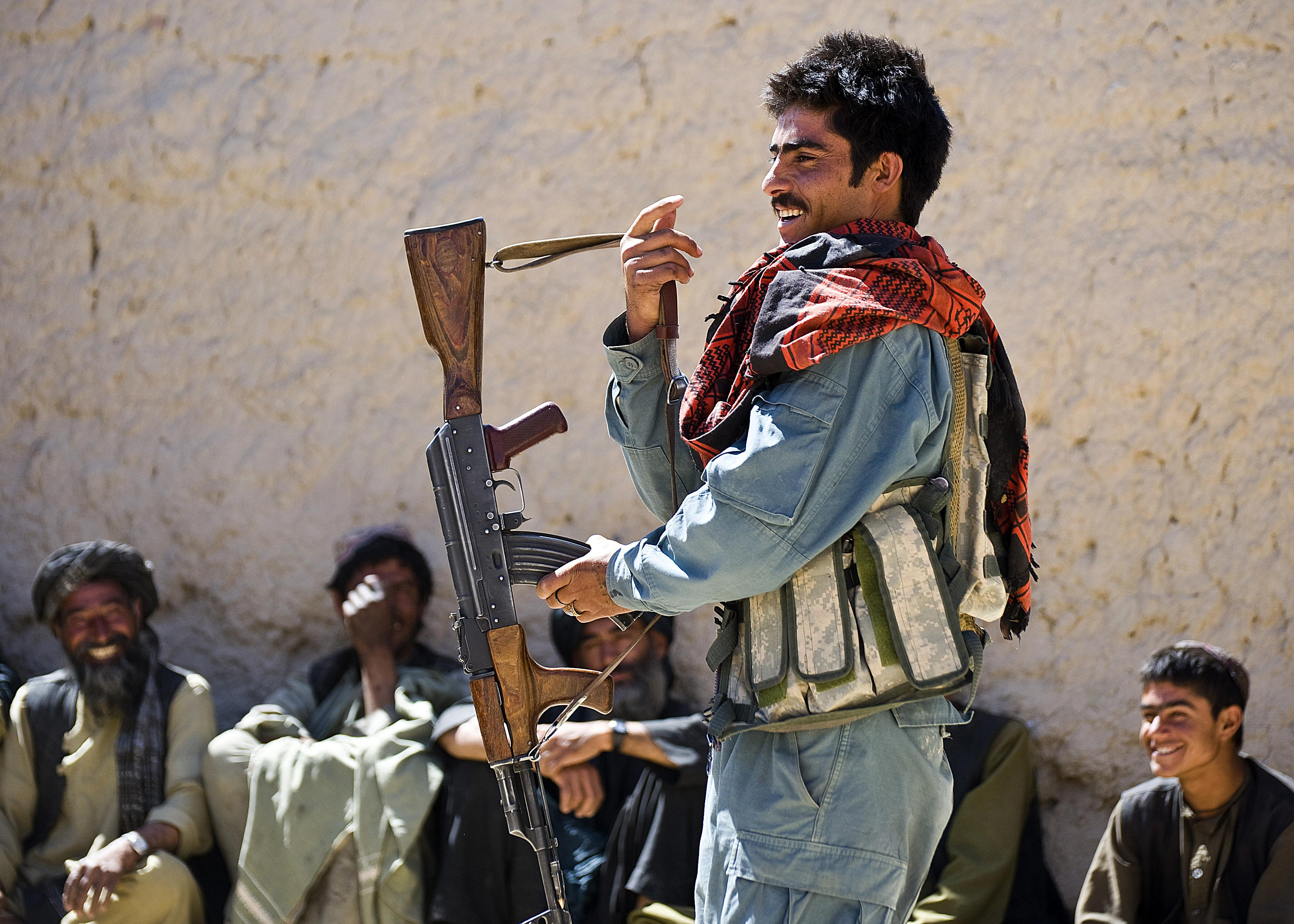
Policier afghan parlant avec des villageois en 2011.